# Kalpis

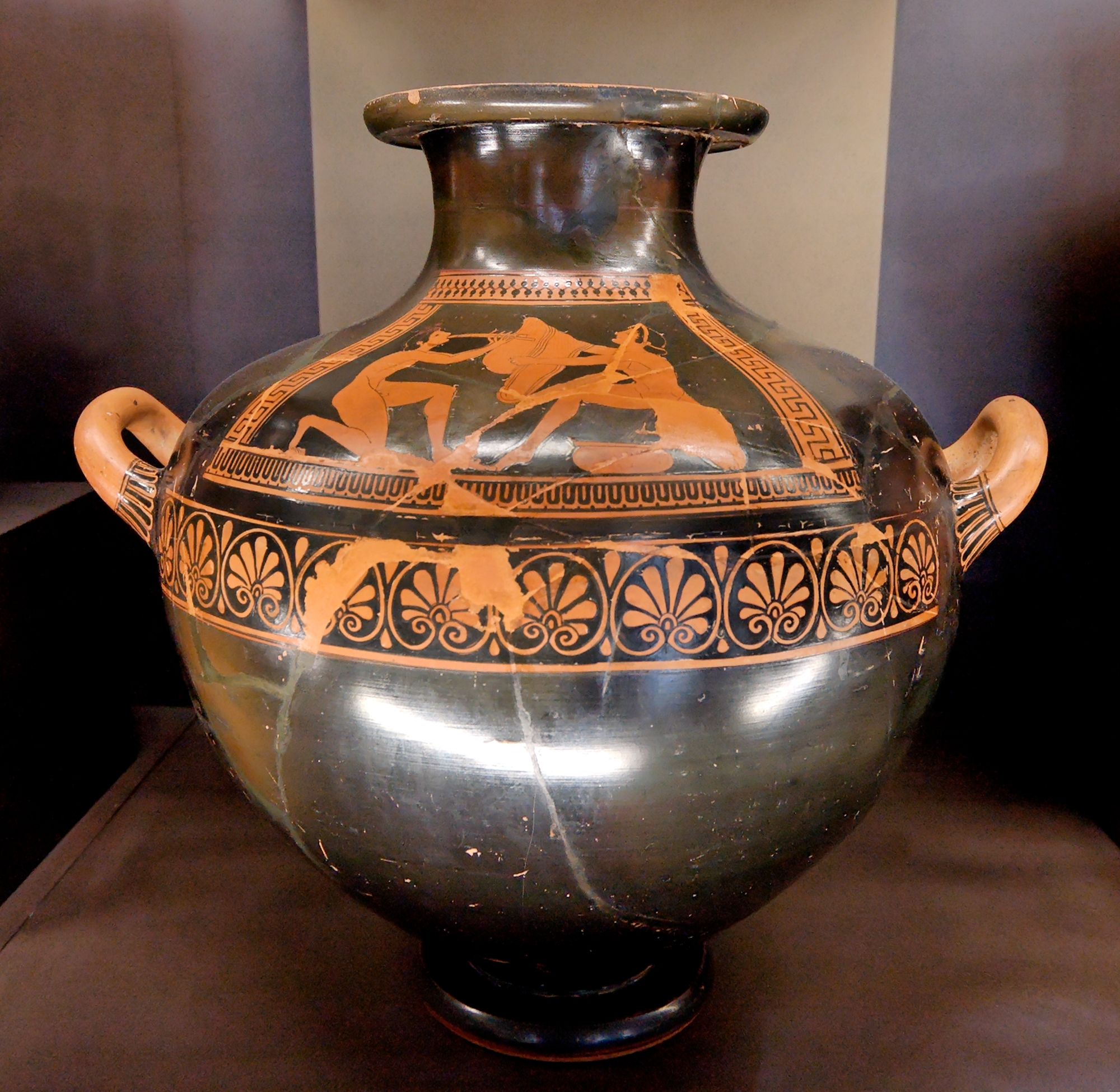
Kalpis a figure rosse nel museo del Louvre (G51)

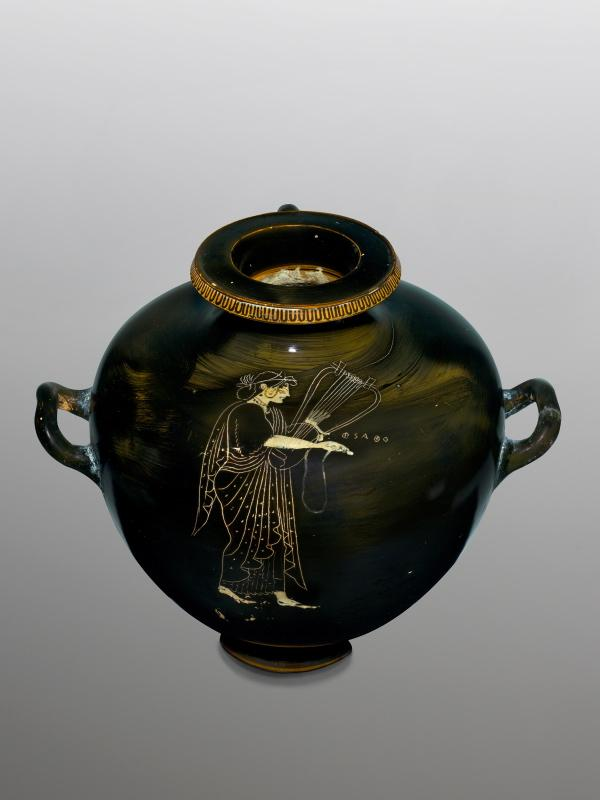
Kalpis, Pittore di Saffo, ca. 510 BC, Museo nazionale di Varsavia

La kalpis è un vaso greco che come l'hydria era utilizzato per trasportare acqua.
Si tratta di una variante dell'hydria, con corpo più tondeggiante e spalla meno pronunciata, con la caratteristica di avere corpo e collo uniti in modo continuo.
Come l'hydria ha il corpo ovale, con la parte più fine verso il piede.
Ha tre manici: i due orizzontali, posti a 180° l'uno dall'altro dove il corpo è più largo, servivano per il sollevamento e il trasporto del recipiente; il terzo è verticale, si trova fra collo e corpo, a 90° dagli agli altri due serviva per versare l'acqua. 
Fu prodotto dalla fine del VI secolo a.C. fino alla fine del periodo a figure rosse.
La sua altezza variava da un minimo di 30 cm ad un massimo di 60 cm.